# Maghar
Maghar là một thị xã và là một nagar panchayat của quận Sant Kabir Nagar thuộc bang Uttar Pradesh, Ấn Độ.

## Địa lý
Maghar có vị trí 26°46′B 83°08′Đ / 26,76°B 83,13°Đ Nó có độ cao trung bình là 68 mét (223 feet).

## Nhân khẩu
Theo điều tra dân số năm 2001 của Ấn Độ, Maghar có dân số 15.834 người. Phái nam chiếm 52% tổng số dân và phái nữ chiếm 48%. Maghar có tỷ lệ 55% biết đọc biết viết, thấp hơn tỷ lệ trung bình toàn quốc là 59,5%: tỷ lệ cho phái nam là 63%, và tỷ lệ cho phái nữ là 47%. Tại Maghar, 19% dân số nhỏ hơn 6 tuổi.